# Licha undilinealis
Licha undilinealis är en fjärilsart som beskrevs av Walker 1865. Licha undilinealis ingår i släktet Licha och familjen nattflyn. Inga underarter finns listade i Catalogue of Life.